# 中華民國海軍陸戰隊陸戰第七十七師
中華民國海軍陸戰隊陸戰第七十七師於民國68年（1979年）3月奉令整編成軍，民國73年（1984年）7月奉令裁撤，亦可稱為海軍陸戰隊預備師，與後來的中華民國海軍陸戰隊陸戰第七十七旅並無前後承接關係，海軍陸戰隊陸戰第七十七旅番號之命名是為了紀念這曾經存在的海軍陸戰隊陸戰第七十七師。在該部隊存在時期，中華民國海軍陸戰隊總兵力達到最高峰編制30,000人，戰時動員編制總兵力更可達33,000人以上，成為僅次於美國海軍陸戰隊的世界第二大規模海軍兩棲部隊。

## 編制
由於海軍陸戰隊陸戰第七十七師是預備師，官兵以基幹為主。下轄四個團，海軍陸戰隊新兵訓練中心佔2團，餘2團為戰時動員編制。直屬單位有三軍聯合作戰訓練基地指揮部、海軍陸戰隊醫院、南部地區後備軍人訓練中心等。
- 第六六一團：駐屏東縣麟洛鄉新田村隘寮營區（註：與龍泉隘寮靶場營區不同。臺灣日治時期，為大日本帝國在東南亞最大戰俘營之一。新加坡戰役中投降的盟軍戰俘，部分先被收容於此，再轉送其他戰俘營。當年因衛生條件極差，曾爆發大規模痢疾感染，60至70名戰俘死亡。）
- 第六六二團：駐屏東縣內埔鄉龍泉村北營區，現為海軍陸戰隊新兵訓練中心。
- 第六六三團：駐屏東縣內埔鄉龍泉村南營區，現為海軍陸戰隊新兵訓練中心。
- 第六六四團：駐屏東縣潮州鎮忠誠營區（後閒置多年，於八八水災，由時任中華民國法務部部長王清峰協調國防部軍備局提供土地供災民居住，現為屏東縣中期安置中心。）

## 歷任師長
- 張先耘少將

學歷：
中央陸軍軍官學校第十八期步科
陸軍步兵學校高級班第二十一期
革命實踐研究院軍官訓練團第四期
陸軍指揮參謀大學正規班第八期
陸軍指揮參謀大學研究班第七期
三軍大學戰爭學院戰略補訓班六十年班
經歷：
陸軍第十八軍第一一八師第三五三團少尉排長
陸軍第十八軍第一一八師第三五三團迫擊砲連少尉排長
陸軍第十八軍第一一八師工兵營第二連少、中尉排長
陸軍第十八軍第一一八師第五十四團第四團上尉連長
陸軍第十九軍第十八師第五十四團第一營少校營長
陸軍第十九軍第四十五師第五十四團第一營少校營長
陸軍第十九軍第四十五師第一三五團第一營少校營長
陸軍第十九軍第四十五師第一三三團政治處中校處長
海軍陸戰隊第一師第一團政治處中校處長
海軍陸戰隊第一師司令部第三組中校組長
海軍陸戰隊第一師司令部上校副參謀長
海軍陸戰隊第一師第二團上校團長
臺南師管區司令部上校副司令
臺灣警備總司令部警備研究委員會上校委員
陸軍第三十四師司令部海軍陸戰隊上校、少將副師長
反共救國軍烏坵地區指揮部少將指揮官
海軍陸戰隊第七十七師司令部少將師長
海軍總司令部作戰計畫研究委員會少將委員
退役
行政院國軍退除役官兵輔導委員會臺南榮民聯絡中心主任
行政院國軍退除役官兵輔導委員會彰化農場場長
行政院國軍退除役官兵輔導委員會新竹服務處處長
- 黃銳明少將
- 袁德華少將

## 相關連結
- 陸戰六六師
- 陸戰九九師
- 陸戰六六旅